# Xã Ashmore, Quận Coles, Illinois
Xã Ashmore (tiếng Anh: Ashmore Township) là một xã thuộc quận Coles, tiểu bang Illinois, Hoa Kỳ. Năm 2010, dân số của xã này là 1.364 người.